# NGC 1029
NGC 1029 is een spiraalvormig sterrenstelsel in het sterrenbeeld Ram. Het hemelobject werd op 1 oktober 1864 ontdekt door de Duitse astronoom Albert Marth.

## Synoniemen
- PGC 10078
- UGC 2149
- MCG 2-7-24
- ZWG 439.24